# 706

## Decese
- 15 februarie: Tiberiu al II-lea  (n. ?)
- 15 februarie: Leontios al II-lea  (n. 660)
- dată necunoscută: Gisulf I de Benevento  (n. ?)
- dată necunoscută: Corvulus de Friuli  (n. ?)